# Pirineus TV

Cobertura TDT de Pirineus TV en Cataluña.
Cobertura en activo
Cobertura próximamente

Pirineus TV es un canal de televisión de carácter privado gestionado por el grupo de comunicación Cadena Pirenaica de Ràdio i Televisió. Es uno de los canales que emite por TDT local la demarcación de Seo de Urgel, que engloba las comarcas: Alto Urgel, Pallars Sobirá, Pallars Jussá, Alta Ribagorza y Cerdaña. En el Valle de Arán (demarcación de Viella y Medio Arán) se emitirá Pirineus TV próximamente. También se recibe la señal de TDT en la comarca francesa de Alta Cerdaña.

## Programación
Actualmente emite las 24 horas del día, combinando programas e informativos propios con algún programa de la TDIP, XTVL y videoclips musicales.
De lunes a viernes, emite a las 21h un noticiario titulado L'Informatiu, de unos 30 minutos de duración. Se emiten tres repeticiones: a las 23h, a la 1h y a las 3h de la madrugada. Los fines de semana emite, durante dos horas, un resumen de las noticias más destacadas de las semana, a las 21h.